# Casa Joan Anglada (Barcelona)
La Casa Joan Anglada és un edifici situat als carrers de l'Hospital i de Jerusalem del Raval de Barcelona. Com que no està catalogat, li correspon la categoria D (bé d'interès documental), atorgada per defecte a tots els edificis del districte de Ciutat Vella.

## Història
L'indià de Sant Feliu de Guíxols Joan Anglada i Carreras s'instal·là a Humacao (Puerto Rico), on tenia una empresa amb el seu germà Domènec. Un cop tornat a Barcelona, l'abril del 1871 va adquirir en subhasta pública una casa als carrers de l'Hospital i de Jerusalem i la feu reconstruir de nova planta com a residència familiar, segons el projecte del mestre d'obres Josep Fontserè i Mestre.
Poc després, s'hi van instal·lar els magatzems de sastreria Fèlix, succeïts per la Tienda de San Agustín, de Ventura Truñó, i després per El Fènix i els magatzems de merceria La Moda, entre d'altres. El 1911, hi van obrir els magatzems tèxtils Vilardell, amb diverses sucursals a la ciutat, i que el 1928 van obrir un nou establiment a la Via Laietana, 49.